# 舊阿列克西伊夫卡
47°16′52″N 31°21′59″E / 47.28111°N 31.36639°E
舊阿列克西伊夫卡（羅馬化：Starooleksiivka）是烏克蘭南部的村莊，隸屬尼古拉耶夫州的沃茲涅先斯克區。該村始建於1938年，面積0.77平方公里，海拔高度90米，2001年人口450。